# Presa za beli luk
Presa za beli luk, takođe poznata kao Gnječilica za beli luk, je kuhinjski pribor za efikasno drobljenje čena belog luka tako što ga potiskuje kroz mrežu malih rupa, obično sa nekom vrstom klipa. Mnoge prese za beli luk takođe imaju uređaj sa odgovarajućom mrežom tupih igala za čišćenje rupa.
Pronalazač prese za beli luk se generalno smatra Karl Ziset (1907–1988), osnivač švajcarske kompanije za kuhinjski pribor Zyliss. 
Prese za beli luk predstavljaju zgodnu alternativu za sečenje belog luka nožem, posebno zato što se čen belog luka može provući kroz čvrstu presu bez uklanjanja ljuske. Ljuska ostaje u presi dok se beli luk istiskuje. Neki izvori takođe tvrde da pritiskanje sa korom olakšava čišćenje prese.
Postoji mišljenje da beli luk zgnječen presom ima drugačiji ukus od sečenog belog luka, oslobađa se više jedinjenja jakog ukusa belog luka. Nekoliko izvora preferira ukus presovanog belog luka. Kuvar sirove hrane Rene Underkofler kaže da „dobra presa za beli luk čini rad sa belim lukom čistim zadovoljstvom. Presovani beli luk ima lakši, delikatniji ukus od mlevenog belog luka jer isključuje gorku središnju stabljiku.“ Časopis Cook's Illustrated kaže da „dobra presa za beli luk može finije i ravnomernije da razbije luk od prosečnog kuvara koji koristi nož, što znači bolju distribuciju arome belog luka u bilo kom jelu.
S druge strane, neki kuvari kažu da beli luk zgnječen u presi ima lošiji ukus u poređenju sa drugim oblicima belog luka. Na primer, kuvar Entoni Burden nazvao je presu za beli luk „odvratnošću“ i savetovao „ne stavljajte ga u prese.“ Kulinarka Elizabet Dejvid napisala je esej pod naslovom „Prese za beli luk su potpuno beskorisne“. Alton Braun (poznat po tome što ne voli kuhinjske alate za jednokratnu upotrebu) nazvao je prese za beli luk „beskorisnim“ i bez razloga za postojanje.
Cook's Illustrated navodi neke dodatne upotrebe prese za beli luk, kao što su pasiranje drugih malih predmeta (uključujući masline, kapar, inćune, đumbir i čipotle ili presovanje malih količina crnog luka ili šalota. 

## Varijacije
Postoji nekoliko varijacija uređaja za drobljenje ili mlevenje belog luka, kao što je Garlic Twister. 